# Amphilius laticaudatus
Amphilius laticaudatus är en fiskart som beskrevs av Skelton, 1984. Amphilius laticaudatus ingår i släktet Amphilius och familjen Amphiliidae. IUCN kategoriserar arten globalt som livskraftig. Inga underarter finns listade i Catalogue of Life.